# DiEM25

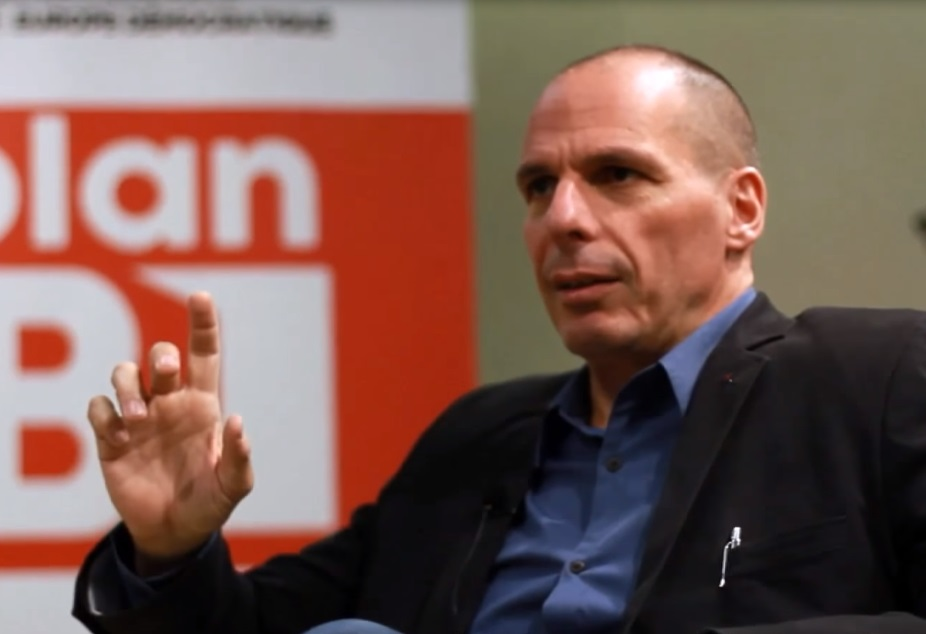
Янис Варуфакис

Движение за демократию в Европе 2025 (англ. Democracy in Europe Movement 2025), или DiEM25 — общеевропейское политическое движение, запущенное в 2015 году Янисом Варуфакисом, бывшим греческим министром финансов в правительстве Алексиса Ципраса. Движение было официально анонсировано на торжественном мероприятии, которое состоялось 9 февраля 2016 года в театре Берлине и 23 марта в Риме.
Движение критикует капитализм, существующие институты Европейского Союза за недемократичность, неподотчётность евробюрократов и технократов гражданам, а также его неолиберальный экономический курс и навязывание политики жёсткой экономии. Оно требует демократизации и реформирования ЕС с целью создать «полноценную демократию с суверенным парламентом, уважающим национальное самоопределение и делящим власть с национальными парламентами, региональными и местными советами».
В мае 2017 года DiEM25 начал формировать транснациональную сеть политических партий с тем, чтобы участвовать в выборах в Европарламент 2019 года. Кое-где были созданы новые политические партии (MERA25 в Германии и МЕРА25 в Греции, которая прошла в греческий парламент), тогда как в других странах DiEM25 наладил сотрудничество с существующими партиями — например, португальской LIVRE, французской «Génération.s», датской «Альтернативой», чешскими «Пиратами» и польской «Razem». Последняя покинула DiEM25 и другой проект Варуфакиса, Прогрессивный интернационал, на фоне развязанной Россией войны против Украины, поскольку обе организации не высказали «однозначного признания суверенитета Украины и абсолютного осуждения российского империализма».

## Известные члены
- Янис Варуфакис (Греция)
- Джулиан Ассанж (Австралия)
- Жюльен Байю (Франция)
- Борис Гройс (Германия)
- Джеймс К. Гэлбрейт (США)
- Сьюзан Джордж (США/Франция)
- Агнешка Дземьянович-Бонк (Польша)
- Славой Жижек (Словения)
- Брайан Ино (Великобритания)
- Ада Колау (Испания)
- Кен Лоуч (Великобритания)
- Лоренцо Марсили (Италия)
- Тони Негри (Италия)
- Федерико Майор Сарагоса (Испания)
- Саския Сассен (США)
- Ноам Хомский (США)
- Сречко Хорват (Хорватия)